# 달구지풀
달구지풀은 한국 북부 지방의 풀밭에서 많이 자라는 여러해살이풀이다.

## 서식
한국 원산이며, 한국, 중국, 몽골, 일본, 러시아에 분포한다. 한국에서는 제주도를 비롯한 남부, 중부, 북부 지방의 높지 않은 산지 초원에 자라는 풀로 황해도, 평안남도, 평안북도, 함경남북도의 산지 초원에서도 자라고 있으나 지금은 한라산 및 백두산에서 볼 수 있다.

## 생김새
줄기 여러개가 한 곳에서 나와 비스듬하거나 곧게 자란다. 키는 약 30cm정도이다. 대개 가지는 없고 잎은 잎자루가 어긋나고 짧다. 잎은 다섯 개의 잔잎이 손바닥 모양으로 달리는데 끝이 뾰족하고 밑부분은 날카로우며 잎의 맥이 뚜렷하다. 길이 2-4센티미터, 너비 0.5~1센티미터 정도로서 뒷면에는 구부러진 털이 있으며 턱잎은 합쳐져서 통같이 된다. 6-9월에 짙은 홍색의 꽃이 핀다. 줄기와 잎자루의 겨드랑이에 10-20개의 꽃이 부채살 모양으로 달린다.
꽃받침 잎은 끝이 다섯 개로 갈라지며 열 개의 맥이 있다. 첫 번째 열편이 가장 길며 꽃잎이 꽃받침보다 두 배쯤 길다.
10월에 협과가 되는데 꼬투리 속에 4-6개의 씨앗이 들어 있다.

## 쓰임새
달구지풀은 풀잎과 꽃잎이 배열된 모양이 특이하고 꽃 모양도 독특하여 관상초로 알맞은 풀이다. 꿀이 많아서 밀원식물로도 각광을 받는다.

## 속명
Trifolium은 희랍어 Treis(3)와 라틴어 folium(잎)의 합성어로 풀잎이 3소엽이라는 데서 온 것이다.